# Constance d'Aragon (1239-1269)
Pour les articles homonymes, voir Constance d'Aragon.
Constance d'Aragon (1239-1269) est la deuxième fille de Jacques Ier d'Aragon et de sa seconde épouse Yolande de Hongrie. Elle est membre de la Maison de Barcelone et est une infante de Castille par son mariage avec Manuel de Castille. 
Ses grands-parents maternels André II de Hongrie et sa seconde épouse Yolande de Courtenay. Ses grands-parents paternels sont Pierre II d'Aragon et Marie de Montpellier. Les frères et sœurs de Constance sont : Jacques II de Majorque, Pierre III d'Aragon, Yolande, reine de Castille et Isabelle, reine de France. 
En 1260 à Soria, Constance épouse l'infant Manuel (es), fils de Ferdinand III et de sa première épouse Béatrice de Souabe. Le couple a eu au moins deux enfants : 
- Alfonso Manuel (né en 1260/1261, décédé à Montpellier en 1276), mort sans descendance ;
- Yolande Manuel (née en 1265, décédée à Lisbonne en 1314), dame d'Elche et de Medellín. Marié vers 1287 à Alphonse de Portugal, fils d'Alphonse III de Portugal.

Constance meurt en 1269. Son époux se remarie en 1274/5 avec Béatrice de Savoie. Leur fils est Juan Manuel, prince de Villena, qui a succédé à son père car le fils de Constance est mort jeune. 